# Hnízdo Kosů
Hnízdo Kosů byl spolek rozvíjející se ve druhé polovině 19. století. Spolek měl sdružovat obyvatele dané vesnice, pořádat poznávací výlety do okolí, poznávat historii své vesnice, pořádat kulturní akce a pořádat jakékoliv smysluplné trávení volného času. Spolek byl apolitický. Jako jiné spolky, tak i tento měl funkce pojmenované specifickými hodnostmi jako např.: Obrkos, Rokos, Revisor atd.

## Hnízdo Kosů
Hnízdo Kosů bylo zakládáno po celé republice. Místa, v nichž spolek působil, byla města i vesnice:
- Litomyšl
- Chrudim[2]
- Ledce na Kladensku